# Langar

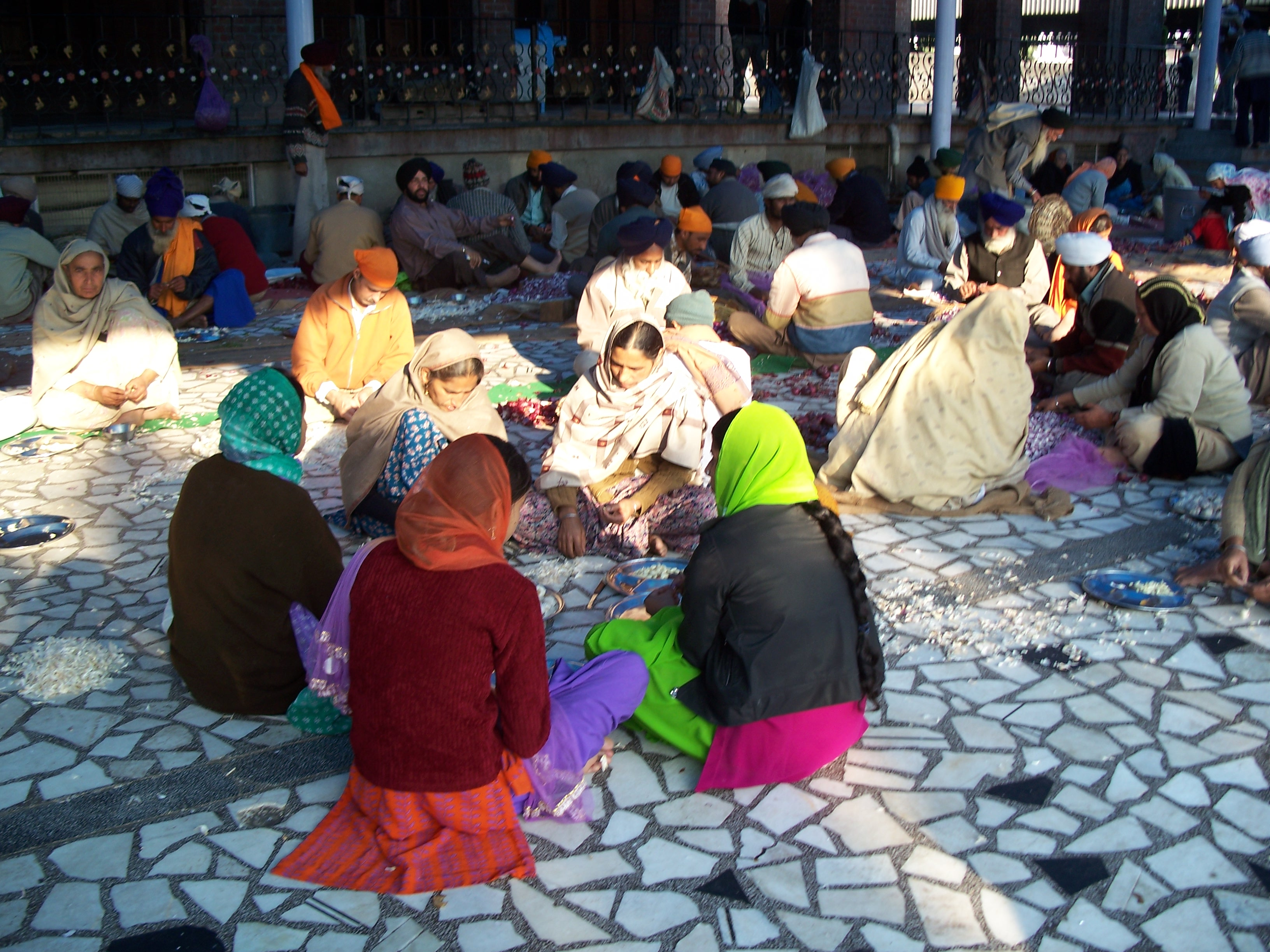
Voluntàries preparant un langar en el Temple Daurat d'Amritsar,a l'Índia.

Langar (del panjabi: ਲੰਗਰ, que vol dir cuina) és un mot utilitzat en la religió sikh per anomenar al menjador comunitari, a on es serveix menjar, en una gurdwara, a tots els visitants, un indret a on tots poden menjar junts, sense distincions de raça, gènere, ètnia, religió, o riquesa personal. En el menjador a on té lloc el langar, solament es serveix menjar vegetarià, per assegurar-se de que totes les persones, malgrat les seves creences religioses, o les seves restriccions alimentàries, poden menjar com a iguals.

## Història
La pràctica del langar va ser inaugurada per Bava Farid, un musulmà sufí. Va esdevenir en una pràctica comuna entre els sufís d'Àsia del sud, i va ser més tard adoptat pels sikhs. Durant el segle xvi, la pràctica del langar, o cuina comunitària, es creu que va ser adoptada pel fundador del sikhisme, Guru Nanak. Es va pensar en implementar el principi d'igualtat entre totes les persones, sense distinció de religió, casta, raça, religió, edat, gènere, o riquesa personal, un concepte revolucionari en una societat classista, que estava ordenada en castes, a l'Índia dels segles xv i xvi, quan es va fundar la religió del sikhisme. A més dels ideals d'igualtat, la tradició del langar expressa l'ètica de compartir, el comunitarisme, l'inclusió i la unitat de tot el gènere humà. "...la Llum de Déu està en tots els cors."
Després del segon guru sikh, la institució del langar sembla haver canviat una mica i la carn es va excloure d'aquesta institució. La raó citada per aquest canvi pels historiadors, és l'entrada de nous membres vixnuistes en la comunitat.

## Langars a cel obert
A més dels langars que estan a prop de les gurdwares, hi ha d'altres improvisats a cel obert durant els festivals. Aquests langars es troben entre els menjadors comunitaris més populars del món, fins a més de 100.000 persones, poden rebre un apat, durant aquests langars. Allà a on els sikhs s'han establert, han creat langars per a tothom. En les seves oracions, els sikhs demanen el favor del Totpoderós: “Loh langar tapde rahin: que els plats calents dels langars sempre estiguin disposats.”